# من یک قول هستم: بچه‌های دبستان سانتون
من یک قول هستم: بچه‌های دبستان سانتون (انگلیسی: I Am a Promise: The Children of Stanton Elementary School) فیلمی در ژانر مستند به کارگردانی سوزان ریموند است که در سال ۱۹۹۳ منتشر شد. این فیلم برنده جایزه اسکار بهترین فیلم مستند شده‌است.